# Jon Taylor
Jon Peter Taylor, né le 20 juillet 1992 à Liverpool, en Angleterre, est un footballeur anglais évoluant au poste de milieu de terrain au Salford City.

## Biographie
Il inscrit 11 buts en troisième division avec l'équipe de Peterborough lors de la saison 2015-2016.
Le 1er août 2016, il rejoint le club de Rotherham United, équipe évoluant en deuxième division.
Le 9 août 2019, il rejoint Doncaster Rovers.
Le 20 juillet 2024, il rejoint Salford City.